# Clermont-Ferrand
Clermont-Ferrand je grad i općina u Francuskoj u regiji Auvergne. Nalazi se u velikom industrijskom području u Centralnom masivu. Grad je čuven po nizu ugašenih vulkana, koji ga okružuju. Najpoznatiji od njih je Puy-de-Dôme, koji se nalazi na 13 kilometara od grada i na kome se nalazi telekomunikacijska antena.

## Povijest
Clermont-Ferrand je jedan od najstarijih francuskih gradova. Prvi put ga spominje grčki geograf Strabon. U ta vremena grad se zvao Nemessos, što je bila galska riječ za svetu šumu. U okolini Clermont-Ferranda je bila čuvena bitka kod Gergovije 52. pr. Kr. u kojoj su Gali pod vodstvom Vercingetoriksa pobijedili Rimljane pod vodstvom Julija Cezara. Nakon rimskog osvajanja grad je dobio ime Augustonemetum, ime u kome se miješa izvorno galsko ime s imenom cara Oktavijana Augusta. U 2. stoljeću po. Kr imao je 15.000 – 30.000 stanovnika, pa je bio jedan od najvećih gradova Galije. U kasnom 5. stoljeću dolazi do invazije Vizigota, pa je grad opsjedao Eurik. Iako je Sidonije Apolinar najprije obranio grad, ipak je grad postao 475. dio Vizigotske kraljevine. Generaciju kasnije dolazi pod kontrolu Franaka. Grad je 848. preimenovan u Clermont. Tijekom toga razdoblja bio je biskupski grad, kojim je vladao biskup. Papa Urban II. je pozvao 1095. u Prvi križarski rat na koncilu u Clermontu. Da bi se suprotstavili biskupskoj moći vojvode od Auvergenea su 1120. osnovale grad Montferrand. Clermont 1551. postaje kraljevski grad, a 1610. je postao vlasništvo krune. Clermont i Montferrand su 1630. nasilno spojeni u jedan grad posebnim ediktom. Tu uniju je drugim ediktom potvrdio Luj XV., kralj Francuske 1731. Tada je Montferrand postao samo satelitski grad Clermonta. Montferrand je tri puta tražio razdvajanje od Clermonta: 1789.,1848. i 1863.

## Obrazovanje
- ESC Clermont Business School